# Cratere Halima
Halima  è un cratere sulla superficie di Venere.